# Бегунци
Бегунци (болг. Бегунци) — село в Болгарии. Находится в Пловдивской области, входит в общину Карлово. Население составляет 541 человек.

## Политическая ситуация
В местном кметстве Бегунци, в состав которого входит Бегунци, должность кмета (старосты) исполняет Петко Тодоров Комитов (Союз демократических сил (СДС)) по результатам выборов.
Кмет (мэр) общины Карлово — Найден Христов Найденов (коалиция партий:Болгарская социалистическая партия (БСП), Земледельческий союз Александра Стамболийского (ЗСАС), Болгарская социал-демократия, Движение за социальный гуманизм (ДСХ), политический клуб «Экогласность», политический клуб «Фракия») по результатам выборов.